# ビッグ・ダム・ブースター
ビッグ・ダム・ブースター Big Dumb Boosters(BDB)とは打ち上げ費用を廉価にする為に従来のやや小型軽量で高性能な設計よりも簡略な設計によってより大きく、より強力で重たいロケットを大量生産することによって実現しようとする概念である。大型のブースターは全ての用途には非効率ではあるが、製造しやすく整備しやすくすれば総合的な運用経費を減らすことが可能である。そのため、全般的に大量生産を取り入れ、既存の製造設備を使用する事により習熟曲線に沿って製造費用が下がり全体的な経費を抑えることを目論む。しかしながら軌道にペイロードを投入できるくらい大型のロケットの需要は少ないので大量生産の手法にはそぐわない。
概念的な作業はエアロスペース・コーポレーション、TRW、エアロジェットによって1950年代末に始まった。一般的なマルエージング鋼(HY-140)を構造体に使用し、推進剤として当初は四酸化二窒素/非対称ジメチルヒドラジン、後にLOX/RP-1を使用し、加圧供給式エンジン、TRWの月面着陸機降下エンジン(LMDE)を大型化したピントル式噴射装置で構成される。  TRWによって開発され、数回エンジンの燃焼試験を行ったTR-106は堅牢で廉価で推力は250,000 ポンドでエンジンの技術の準備を実証した。
総合的に見てロシアのロケットはアメリカのロケットよりもBDBの概念に近い。アメリカのロケットはより近代的で入手し得る最軽量の素材を使用し、許容値が非常に厳しく、専用の部品を多用するので、その結果、高性能ではあるが、高価なものになっている。それらの多くは地上での損傷を避けるために取り扱いに多大な注意を要する。対照的にロシアのロケットはより重く、扱いが容易で強度に余裕があり許容値が緩い。
BDB (ビッグ・ダム・ブースター)はスティーヴン・バクスターのマニフォールド・トリロジーにおいて重要な役割を果たす。